# 姚晉埏
姚晉埏（?—?），湖北省黃州府羅田縣人，清朝政治人物、同進士出身。
光緒二十一年（1895年），参加光緒乙未科殿試，登進士三甲50名。同年五月，以主事分部学习。